# Micena rosàcia
La micena rosàcia (Mycena rosella) és una micena de vora acolorida, una espècie de bolet pertanyent a l'ordre dels agaricals.

## Descripció
- El barret fa 0,5-1,5 cm de diàmetre, és hemisfèric de jove, després cònico-campanulat, d'un bonic color rosa viu, el qual empal·lideix freqüentment en envellir o amb temps sec. Superfície llisa, mat, estriada, excepte vora l'àpex.
- Làmines d'adnates a subdecurrents, de color rosa a rosa pàl·lid. Aresta sencera i de color rosa viu.
- El peu fa 2-4 x 0,1-0,3 cm, cilíndric, fràgil, de color bru rosat. Superfície llisa.
- Carn prima, de color més pàl·lid que el barret.
- Olor i sabor no distintius.
- Esporada de color blanc.
- Les espores són d'el·lipsoïdals a cilíndriques, llises, de 8-10,5 x 3-4,5 micròmetres. Pleurocistidis no ornamentats.[1][2]

## Hàbitat
Sota coníferes, freqüentment entre esfagnes (Sphagnum), i en lloc humits. És poc freqüent i apareix des de final de l'estiu fins a la tardor.

## Distribució geogràfica
Es troba a Europa i Nord-amèrica (Nova Anglaterra, Nova York i Nova Jersey).

## Confusions amb altres espècies
Les làmines amb l'aresta de color rosa viu, l'aspecte del basidioma i l'hàbitat entre esfagnes faciliten la seua diferenciació respecte a espècies properes que tenen també el barret i el peu rosats, com Mycena adonis o Mycena floridula, però amb l'aresta de les làmines no diferenciada, del mateix color.